# Migliori prestazioni statunitensi nei 100 metri piani

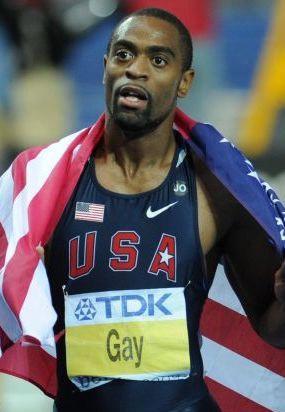
Tyson Gay, primatista statunitense dei 100 m

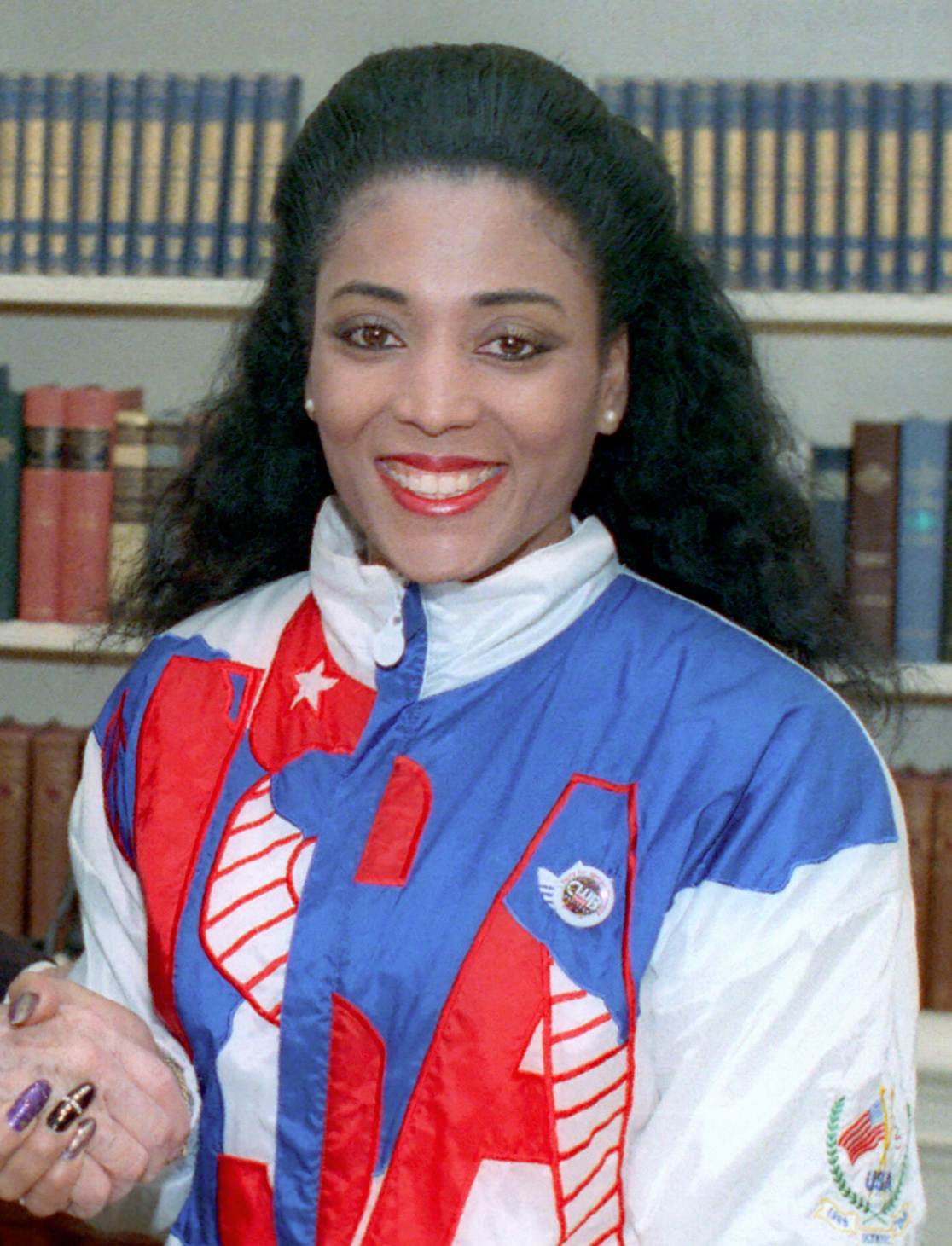
Florence Griffith-Joyner, detentrice del record statunitense, nonché del record mondiale, dei 100 m

La lista delle migliori prestazioni statunitensi nei 100 metri piani raccoglie i migliori risultati di tutti i tempi degli atleti statunitensi nella specialità dei 100 metri piani.

## Maschili
Statistiche aggiornate al 17 agosto 2025.
|     | Tempo           | Atleta            | Luogo    | Data              |
| --- | --------------- | ----------------- | -------- | ----------------- |
| 1.  | 9"69 (+2,0 m/s) | Tyson Gay         | Shanghai | 20 settembre 2009 |
| 2.  | 9"74 (+0,9 m/s) | Justin Gatlin     | Doha     | 15 maggio 2015    |
| 3.  | 9"76 (+0,6 m/s) | Christian Coleman | Doha     | 28 settembre 2019 |
| 3.  | 9"76 (+1,2 m/s) | Trayvon Bromell   | Nairobi  | 18 settembre 2021 |
| 3.  | 9"76 (+1,4 m/s) | Fred Kerley       | Eugene   | 24 giugno 2022    |
| 6.  | 9"79 (+0,1 m/s) | Maurice Greene    | Atene    | 16 giugno 1999    |
| 6.  | 9"79 (+1,0 m/s) | Noah Lyles        | Parigi   | 4 agosto 2024     |
| 6.  | 9"79 (+1,8 m/s) | Kenneth Bednarek  | Eugene   | 1º agosto 2025    |
| 9.  | 9"82 (+1,8 m/s) | Courtney Lindsey  | Eugene   | 1º agosto 2025    |
| 10. | 9"83 (+0,9 m/s) | Ronnie Baker      | Tokyo    | 1º agosto 2021    |
| 10. | 9"83 (+1,8 m/s) | Mccallum T'Mars   | Eugene   | 1º agosto 2025    |

## Femminili
Statistiche aggiornate all'11 gennaio 2022.
|    | Tempo            | Atleta                   | Luogo        | Data              |
| -- | ---------------- | ------------------------ | ------------ | ----------------- |
| 1. | 10"49 (0,0 m/s)  | Florence Griffith-Joyner | Indianapolis | 16 luglio 1988    |
| 2. | 10"64 (+1,2 m/s) | Carmelita Jeter          | Shanghai     | 20 settembre 2009 |
| 3. | 10"65 (+1,1 m/s) | Marion Jones             | Johannesburg | 12 settembre 1998 |
| 4. | 10"72 (+1,6 m/s) | Sha'Carri Richardson     | Miramar      | 10 aprile 2021    |
| 5. | 10"74 (+1,0 m/s) | English Gardner          | Eugene       | 3 luglio 2016     |
| 6. | 10"76 (+1,7 m/s) | Evelyn Ashford           | Zurigo       | 22 agosto 1984    |
| 7. | 10"78 (+1,0 m/s) | Dawn Sowell              | Provo        | 3 giugno 1989     |
| 7. | 10"78 (+1,8 m/s) | Torri Edwards            | Eugene       | 28 giugno 2008    |
| 7. | 10"78 (+1,0 m/s) | Tianna Bartoletta        | Eugene       | 3 luglio 2016     |
| 7. | 10"78 (+1,0 m/s) | Tori Bowie               | Eugene       | 3 luglio 2016     |